# Янг, Грэм
Грэм Фредерик Янг (англ. Graham Frederick Young; 7 сентября 1947 года — 1 августа 1990 года) — британский серийный убийца. Признан виновным в убийстве собственной мачехи и двух коллег по работе, подозревается в возможном убийстве сокамерника.

## Биография
Ещё в детстве Грэм интересовался ядами. Он вырос в неблагополучной семье, и это помогало ему отвлечься. Его мать умерла, когда Грэму было три месяца. За ним присматривала сестра отца, её муж и их домовладелец. Когда Грэму исполнилось 2 года, его отец вновь женился и забрал мальчика к себе. Расставание с тётей Грэм воспринял напряжённо, так как её он очень любил. Отношения с мачехой складывались нормально, однако с малых лет Грэм любил постоянно рыться на помойках, ища ингредиенты ядов, читал книги о сатанистах и носил на груди значок со свастикой.
Тем не менее он отлично учился. Отец подарил мальчику набор химикатов. В него входили реторты и горелки, лабораторные пипетки и тигли. Сначала он отравил мышь, а потом лягушку. Один раз ему на руки попала книга, где описывался случай отравления сурьмой. Тогда он решил попробовать сделать так же. Он купил сурьму и отравил мышь, пригласив посмотреть на это своего школьного товарища. Но это испугало его, и он перестал дружить с Янгом. Это обидело Янга, и он добавил сурьму в еду того самого парня. Того стало тошнить, но врач не смог поставить точный диагноз. Янг продолжал добавлять яд в еду парня.

## Первое убийство и первое осуждение
Один раз мачеха Грэма Молли Янг нашла пузырёк с ядом. Она потребовала от Грэма прекратить опыты с ядом. Тогда Грэм решил убить свою мачеху. В октябре и ноябре 1961 года Молли Янг перенесла несколько приступов сильной рвоты. То же произошло с отцом Грэма и с тётей. Как-то раз по ошибке Грэм добавил сурьму в свою пищу и тоже сильно отравился.
В начале 1962 года Молли Янг умерла. Так в 14 лет Грэм Янг совершил убийство. Его арестовали по подозрению в убийстве мачехи, но затем выпустили без предъявления обвинения. Тело Молли кремировали, и доказательства присутствия яда в крови испарились вместе с телом. Грэм продолжал травить отца и школьного знакомого. Отец попал в больницу. Грэм поговорил с врачами, поразив всех своим профессиональным знанием ядов. Родственники стали подозревать Грэма в отравлениях. В конце концов его задержала полиция. Грэм отпирался, но потом стал хвастать своими преступлениями.
Грэм ни в чем не раскаивался. Он предстал перед судом 6 июля 1962 года. Судьёй был назначен Мелфорд Стивенсон. Этот судья в своё время приговорил к смерти Харви Криппена, которого Грэм считал своим кумиром. Янга обвинили в убийстве мачехи, покушении на убийство отца и тёти. Янга признали невменяемым и отправили в психиатрическую больницу в Бродмор.
Грэм наслаждался нахождением в больнице. Он оказался в окружении лекарств и лаборатории и мог втайне заниматься любимым делом. Он объяснял неопытному персоналу, как пользоваться лекарствами, когда психиатры за ним не наблюдали. Вскоре один из пациентов больницы, 23-летний убийца Джон Берридж, умер от отравления цианистым калием. Однако Грэма не обвинили в его смерти, хотя тот отлично знал, как добывать яд из листов лавра. Палата Янга была украшена фашистскими символами. Ему удалось получить «зелёную карточку» — специальный пропуск, позволяющий свободно ходить по палатам и по саду. Пропуск ему выдали психиатры, несмотря на протесты остального персонала. Этот документ дал Янгу возможность собирать листья и растения с ядовитыми компонентами. Он стал воровать химикаты и лекарства. 
Медсёстры часто находили пузырьки в совершенно неожиданных местах. Янгу удалось спрятать некоторые, но не все. Вскоре персонал и пациенты стали чувствовать рези в желудке и судороги. Позже выяснилось, что Янг беспрепятственно распространял яды по всей клинике. При поддержке двух врачей, мечтавших избавиться от него, Грэму удалось убедить выпустить его на Рождество 1970 года. Он провёл праздник у тёти, которую ранее пытался убить. Вернувшись в Бродмор, он почувствовал себя униженным. Через 9 лет он оказался на свободе. В 23 года он вернулся к простившей его тёте, в её дом в Хэмпстеде, графство Хертфордшир. Затем отправился в пансионат в Чиппенхэме.

## После заключения
Грэм познакомился с Тревором Спарксом, которого вскоре стал тайно отравлять. В апреле 1971 года Янг устроился на работу кладовщиком в компанию Джона Хэдленда в Бовингдоне. Эта компания занималась производством высокоточного оптического оборудования и фототехники. Грэм понравился администратору компании. 10 мая 1971 года он прибыл на место работы. Янг снял комнату, и вскоре все шкафчики в ней были заставлены пузырьками с ядами. На работе его считали тихим и скромным молодым человеком. Но если разговор заходил о химии, он становился очень оживлённым.
Он подружился с 41-летним Роном Хэвитом, который собирался покинуть компанию, но остался, чтобы передать дела Грэму Янгу. С другими отношения тоже были доброжелательными. Янг давал служащим чай, приправленный ядом. Менее чем через месяц с начала его работы в компании у 59-летнего Боба Эгла, заведующего складом, внезапно началось расстройство желудка. Затем с похожими симптомами слег Рон Хэвит. 7 июля Боб Эгл скончался. Его кончина была мучительной, однако вскрытия не делали, сочтя, что смерть была естественной. В сентябре вдруг умер Фред Биггс, двадцать дней промучившись от судорог и болей. Вскоре ещё четверым работникам стало плохо.
Руководство компании было очень обеспокоено ухудшением здоровья служащих. Они пригласили местного врача Иена Андерсона для проведения обследования. Ему не удалось выявить источник загадочной болезни, но после беседы с Янгом, который проявил большие знания в химии, доктор заподозрил неладное. Он посоветовался с администрацией, и та вызвала сотрудников Скотленд-Ярда. Медики установили, что причиной смертей и болезней персонала был таллий. Позже Янг был арестован в доме отца.

## Второй суд, заключение и смерть
Янг был обвинён в двух убийствах и нескольких покушениях на убийство. На следствии он хвастал своими преступлениями, но на суде отказался от своих признаний. Его признали виновным по всем выдвинутым обвинениям. В июле 1972 года начался срок его пожизненного заключения. Янга не отправили обратно в Бродмор, а отвезли сначала в Уормвуд-Скрабс, а затем в закрытую психиатрическую клинику в Парк-Лэйн, неподалёку от Ливерпуля. В ней он пробыл два года. Врачи поняли, что он не избавился от навязчивых идей. В 1990 году они обнаружили, что Янг вырастил во дворе тюрьмы ядовитый гриб и смешал его со своими экскрементами, чтобы приготовить яд. Грэма Янга перевели в тюрьму строгого режима «Паркхёрст» на острове Уайт. 1 августа 1990 года его нашли мёртвым в камере, он умер незадолго до своего 43-летия. Вскрытие показало, что смерть наступила от сердечного приступа.
Тело Янга был кремировано 15 августа 1990 года, а его прах был развеян на пляже.